# Шагинян, Альберт Семёнович
Альберт Семенович Шагинян (14 июля 1934, Армавир, Краснодарский край — 20 августа 2000, Гомель) — советский учёный, конструктор. Вице-президент Белорусской инженерной академии, председатель Президиума Гомельского отделения БИА, академик Международной инженерной академии, кавалер ордена Дружбы народов, лауреат премии Международной инженерной академии, Почётный член Гидротехнического общества Франции, член Федерации космонавтики СССР, Заслуженный изобретатель Белорусской ССР, заслуженный деятель науки Республики Беларусь, доктор технических наук, профессор.

## Биография
А. С. Шагинян родился в 1934 году в г. Армавире Краснодарского края. После окончания в 1957 году станкостроительного факультета Ростовского института сельскохозяйственного машиностроения работал на Армавирском заводе испытательных машин, где прошёл путь от мастера до заведующего конструкторским отделом. С 1973 года Шагинян А. С. с момента основания и на протяжении 13 лет работал в должности директора — главного конструктора Гомельского СКТБ сейсмической техники с опытным производством (в настоящее время научно-производственное объединение «Сейсмотехника»). В этот период талант А. С. Шагиняна как ученого, исследователя, организатора проявился особенно ярко. Создана теория импульсных и вибрационных источников сейсмических сигналов, применяемых в разведке нефти и газа и решении военно-прикладных задач. Разработаны методы анализа и синтеза систем «источник сейсмических сигналов – геологическая среда». Под его непосредственным руководством и при прямом участии были созданы новые сейсмические станции импульсных и вибрационных сигналов стационарного и мобильного базирования, нашедшие применение в различных отраслях и предназначенные для вибрационного зондирования земли, прогноза землетрясений, повышения нефтеотдачи, осуществления сейсмической связи и др.
Особое внимание Альберт Семенович уделял подготовке молодых специалистов и кадров высшей научной квалификации. Им была подготовлена целая плеяда талантливых конструкторов и исследователей машин, часть из которых возглавила крупные заводы и КБ в России, многие успешно работают в США и Израиле.
Автор 272 научных работ, в том числе 182 авторских свидетельств на изобретения и 12 зарубежных патентов.
С 1986 до 2000 года Альберт Семенович Шагинян - ректор Гомельского политехнического института. Под его руководством была разработана программа развития, направленная на повышение качества и уровня обучения, эффективности НИР, усиление ответственности за конечный результат деятельности, создание благоприятных условий для самореализации в учебной и научной деятельности, объединение усилий коллектива на решение актуальных задач и удовлетворение запросов производства с учётом современных требований социально-экономического развития республики. Данная программа была успешно реализована по всем её направлениям: расширились учебные площади университета, открыты новые факультеты, четыре кафедры, аспирантура, магистратура, Совет по защите кандидатских диссертаций, вышел в свет первый номер научно-практического журнала «Вестник Гомельского государственного технического университета имени П. О. Сухого», начата подготовка специалистов по семи новым специальностям и специализациям. Альбертом Семеновичем разработаны и читались курсы «Пневмосистемы роботов и манипуляторов», «Гидравлические и электрогидравлические системы для испытания материалов и конструкций», «Испытательная техника», отдельные циклы лекций по динамике систем читались им в США, Германии и Италии.
С мая 1986 года и в течение ряда последующих лет,  принимал активное участие в ликвидации последствий аварии на ЧАЭС. Он начал готовить совместную Программу работ Белоруссии, Украины и России по ликвидации последствий Чернобыльской катастрофы. Через Международную инженерную академию привлек к сотрудничеству ученых из Италии, Германии, США, Швейцарии, Шотландии и других стран. Как академик и член Совета Президентов МИА А. С. Шагинян сумел привлечь к этой программе внимание многих ведущих специалистов, объединить их усилия в решении конкретных задач, нацеленных на борьбу с последствиями катастрофы.